# Пољопривредни факултет Универзитета у Приштини
Пољопривредни факултет је државни факултет у Лешку и део Универзитета у Приштини.